# Mistrzostwa Świata w Biegu na Orientację 1972
Mistrzostwa Świata w Biegu na Orientację 1972 – odbyły się w dniach 14–16 sierpnia 1972 roku w Staré Splavy (dzielnica miasta Doksy), Czechosłowacja (obecnie Czechy). Zawody odbyły się w dwóch konkurencjach: bieg indywidualny i sztafety.

## Wyniki
| Bieg indywidualny                                                   | Bieg indywidualny | Bieg indywidualny | Bieg indywidualny |
| ------------------------------------------------------------------- | ----------------- | ----------------- | ----------------- |
| Parametry trasy: 13,5 km, 18 punktów kontrolnych, ? m przewyższenia |                   |                   |                   |
| Miejsce                                                             | Kraj              | Imię i nazwisko   | Czas              |
| 1                                                                   | Norwegia          | Åge Hadler        | 1:35:57           |
| 2                                                                   | Norwegia          | Stig Berge        | 1:40:52           |
| 3                                                                   | Szwecja           | Bernt Frilen      | 1:43:55           |

| Sztafety                                                                     | Sztafety   | Sztafety                                                     | Sztafety |
| ---------------------------------------------------------------------------- | ---------- | ------------------------------------------------------------ | -------- |
| Parametry tras: 9.2/8.5/8.6/9,3 km, ? punktów kontrolnych, ? m przewyższenia |            |                                                              |          |
| Miejsce                                                                      | Kraj       | Imię i nazwisko                                              | Czas     |
| 1                                                                            | Szwecja    | Lennart Carlström Rolf Petterson Arne Johansson Bernt Frilen | 4:41:37  |
| 2                                                                            | Szwajcaria | Dieter Hulliger Dieter Wolf Bernard Marti Karl John          | 4:47:23  |
| 3                                                                            | Węgry      | Boros Zoltán Sőtér János Vajda Géza Hegedüs András           | 5:09:29  |

| Bieg indywidualny                                                   | Bieg indywidualny | Bieg indywidualny | Bieg indywidualny |
| ------------------------------------------------------------------- | ----------------- | ----------------- | ----------------- |
| Parametry trasy: 8,25 km, 12 punktów kontrolnych, ? m przewyższenia |                   |                   |                   |
| Miejsce                                                             | Kraj              | Imię i nazwisko   | Czas              |
| 1                                                                   | Węgry             | Monspart Sarolta  | 1:17:01           |
| 2                                                                   | Finlandia         | Pirjo Seppä       | 1:18:35           |
| 3                                                                   | Szwecja           | Brigitta Larsson  | 1:18:53           |

| Sztafety                                                                       | Sztafety       | Sztafety                                           | Sztafety |
| ------------------------------------------------------------------------------ | -------------- | -------------------------------------------------- | -------- |
| Parametry tras: 6.2/5.6/6,0 km, 12/8/11 punktów kontrolnych, ? m przewyższenia |                |                                                    |          |
| Miejsce                                                                        | Kraj           | Imię i nazwisko                                    | Czas     |
| 1                                                                              | Finlandia      | Sinikka Kukkonen Pirjo Seppä Liisa Veijalainen     | 2:33:42  |
| 2                                                                              | Szwecja        | Birgitta Johansson Ulla Lindkvist Birgitta Larsson | 2:33:52  |
| 3                                                                              | Czechosłowacja | Nada Mertová Renata Vlachová Anna Handzlová        | 2:45:00  |